# Kościół Świętej Trójcy w Winnicy
Zabytkowy kościół pod wezwaniem Świętej Trójcy znajduje się we wsi Winnica w powiecie pułtuskim w województwie mazowieckim

## Historia
Kościół pod wezwaniem Świętej Trójcy wraz z wieżą dzwonnicy i okalającym go ogrodzeniem wzniesiony został około 1484-1509 roku. Budynek kościoła powstał na przełomie XV i XVI wieku, w stylu gotyckim, w konwencji typowej dla ówczesnej architektury na Mazowszu. Murowany z cegły. Budowniczym był mistrz murarski Jan z Przasnysza. Dachy – dwuspadowe i pulpitowe, kryte dachówką falistą. Od frontu przylega charakterystyczna czworoboczna wieża gotycka. Otwory okienne w nawach i zakrystii zamknięte łukiem koszowym, a w prezbiterium ostrołukowo. Podkreślając walory obiektu zabytkowego jakim jest kościół i jego otoczenie, teren został podświetlony w bardzo nowoczesnym stylu kierując światło od dołu ku górze.
W 1944 roku został dość poważnie zdewastowany; odrestaurowano go w 1945 roku. W latach 1985–1990 staraniem ks. Stanisława Strusia, ówczesnego proboszcza, wykonano remonty stropów i dachu oraz malowanie wnętrza kościoła. Długoletnim proboszczem parafii był ks. Feliks Malinowski (1945-1977), jego następcą ks. dr Roman Dworecki (1977-1981), a od roku 1981 do 2010 proboszczem był ks. kanonik Stanisław Struś. Po ks. Strusiu urząd proboszcza objął ks. Zbigniew Paweł Maciejewski.